# Omolabus fasciventris
Omolabus fasciventris es una especie de coleóptero de la familia Attelabidae.

## Distribución geográfica
Habita en Panamá.